# Portugal op het Eurovisiesongfestival 1978
Portugal nam deel aan het Eurovisiesongfestival 1978 in Parijs, Frankrijk. Het was de 15de deelname van het land op het Eurovisiesongfestival. De selectie verliep via het jaarlijkse Festival da Canção, waarvan de finale plaatsvond op 18 februari 1978. De RTP was verantwoordelijk voor de Portugese bijdrage voor de editie van 1978.

## Selectieprocedure
Net zoals de voorbije jaren werd ook dit jaar de kandidaat gekozen via het jaarlijkse Festival da Canção. De finale vond plaats op 18 februari 1978.
In totaal deden er 12 liedjes mee aan deze finale. De winnaar werd gekozen door een 12-koppige jury.
Finale
| Plaats | Artiest  | Lied                      | Punten |
| ------ | -------- | ------------------------- | ------ |
| 1      | Gemini   | Dai-li dai-li dou         | 46     |
| 2      | José Cid | O meu piano               | 42     |
| 3      | Gemini   | O circo e a cidade        | 36     |
| 4      | Tonicha  | Canção da amizade         | 34     |
| 5      | José Cid | Aqui fica uma canção      | 33     |
| 6      | José Cid | Porquê, meu amor, porquê  | 31     |
| 7      | José Cid | O largo do corêto         | 30     |
| 8      | Tonicha  | Um dia, uma flor          | 28     |
| 9      | Tonicha  | Pela vida fora            | 25     |
| 10     | Gemini   | Ano novo é vida nova      | 24     |
| 11     | Gemini   | Tudo vale a pena          | 23     |
| 12     | Tonicha  | Quem te quer bem, meu bem | 21     |

## In Londen
In Londen moest Portugal optreden als vijfde, na Finland en voor Frankrijk.
Na de puntentelling bleek dat Portugal 17de was geëindigd met een totaal van 5 punten.
Nederland had 0 punten over voor Portugal, België ook geen.

### Gekregen punten

#### Finale
| 12 punten | 10 punten | 8 punten | 7 punten | 6 punten |
| --------- | --------- | -------- | -------- | -------- |
|           |           |          |          |          |
| 5 punten  | 4 punten  | 3 punten | 2 punten | 1 punt   |
|           | - Italië  |          |          | - Spanje |

### Punten gegeven door Portugal

#### Finale
Punten gegeven in de finale:
| 12 punten | Luxemburg           |
| 10 punten | Israël              |
| 8 punten  | Griekenland         |
| 7 punten  | Duitsland           |
| 6 punten  | Verenigd Koninkrijk |
| 5 punten  | Monaco              |
| 4 punten  | België              |
| 3 punten  | Oostenrijk          |
| 2 punten  | Frankrijk           |
| 1 punt    | Italië              |

1964 · 1965 · 1966 · 1967 · 1968 · 1969 · 1970 · 1971 · 1972 · 1973 · 1974 · 1975 · 1976 · 1977 · 1978 · 1979 · 1980 · 1981 · 1982 · 1983 · 1984 · 1985 · 1986 · 1987 · 1988 · 1989 · 1990 · 1991 · 1992 · 1993 · 1994 · 1995 · 1996 · 1997 · 1998 · 1999 · 2000 · 2001 · 2002 · 2003 · 2004 · 2005 · 2006 · 2007 · 2008 · 2009 · 2010 · 2011 · 2012 · 2013 · 2014 · 2015 · 2016 · 2017 · 2018 · 2019 · 2020 · 2021 · 2022 · 2023 · 2024 · 2025